# Светла завирушка
Светлата завирушка (Prunella fulvescens) е вид птица от семейство Завирушкови (Prunellidae).

## Разпространение и местообитание
Разпространен е в Афганистан, Индия, Казахстан, Киргизстан, Китай, Монголия, Непал, Пакистан, Русия, Таджикистан, Туркменистан и Узбекистан.